# Chloris cucullata
Chloris cucullata là một loài thực vật có hoa trong họ Hòa thảo. Loài này được Bisch. mô tả khoa học đầu tiên năm 1853.